# Fokker B.II (1923)
Il Fokker B.II era un idrovolante da ricognizione biplano imbarcato, sviluppato dall'azienda aeronautica olandese Fokker verso la metà degli anni venti del XX secolo e rimasto allo stadio di prototipo

## Storia del progetto

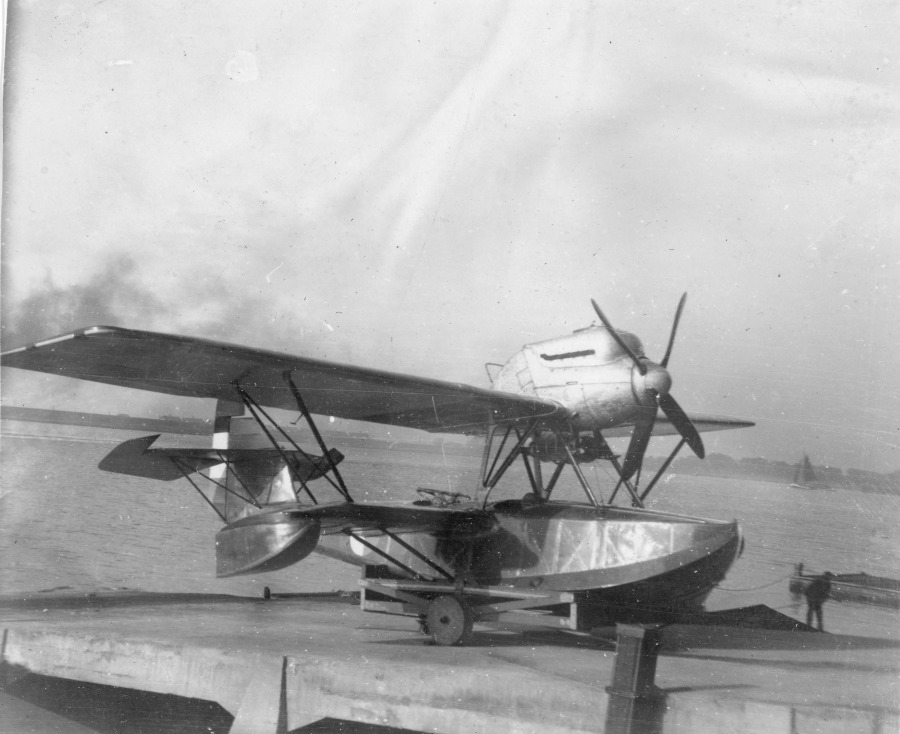
Il prototipo del Fokker B.II.

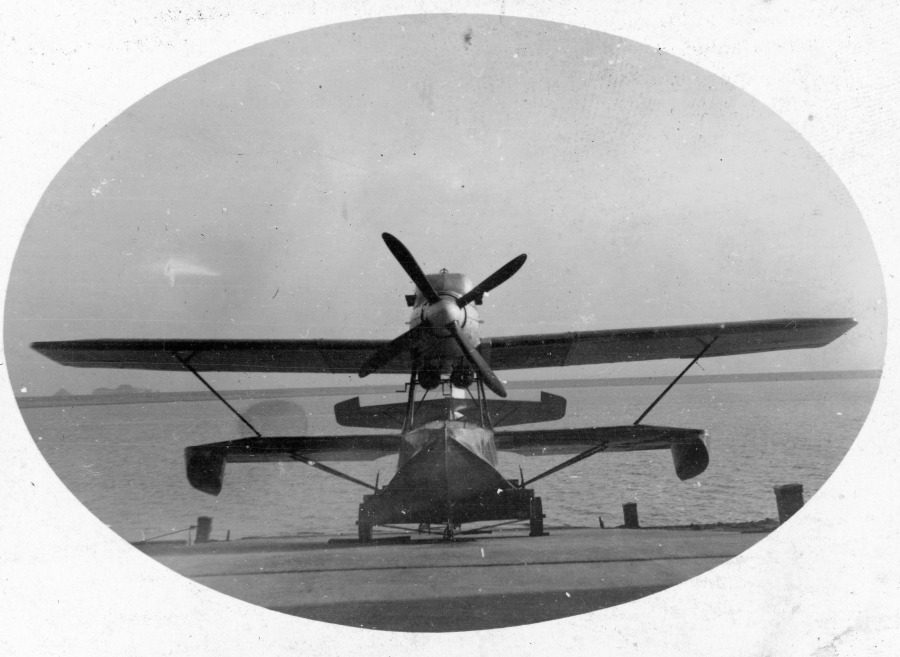
Il prototipo del Fokker B.II fotografato a terra.

Nei primi anni Venti del XX secolo stavano per entrare in servizio nella Koninklijke Marine i due incrociatori leggeri classe Java, lo Java  e il Sumatra destinati ad operare nelle acque delle Indie orientali olandesi. Su queste due unità era previsto l'imbarco di un idrovolante da ricognizione lanciabile da catapulta. La Marine Luchtvaartdienst emise un requisito per tale velivolo, che prevedeva esplicitamente la possivibità di essere lanciato dalla catapulta di una nave, e nel 1923, l'ingegnere aeronautico della Fokker, Walter Rethel, sviluppò un aereo idrovolante da ricognizione.
Il Fokker B.II era un idrovolante a scafo centrale biplano, di costruzione mista in legno e metallo. La configurazione alare era biplana con formula sesquiplana, con l'ala inferiore avente forma sensibilmente rettangolare, divisa in due parti collegate alla fusoliera, e con ognuna delle due semiali terminante con un galleggiante stabilizzatore L'ala superiore aveva un leggero diedro e una freccia accentuata. Questa formula era già stata adottata sul precedente Fokker B.I. Il rivestimento dell'ala inferiore era in compensato, mentre quella dell'ala superiore era in tela. Le due ali erano collegate tra loro con quattro coppie di montanti. La stabilità laterale era dovuta alla presenza di due alettoni posti sull'ala superiore. Essi erano realizzati con un telaio in tubi d'acciaio rivestito in tela. Tutti gli attacchi dei montanti, delle ali e delle cabane alla fusoliera sono realizzati in acciaio e facilmente smontabili.
L'impennaggio di coda era del tipo classico monoderiva, dotato di piani orizzontali controventati.
La fusoliera aveva scafo, diviso in sei compartimenti, realizzato in duralluminio. Il fondo dello scafo aveva una forma tale da permettere un facile ammaraggio. La fusoliera era dotata di un solo redan, completamente liscio, posto a 50 cm dal centrò di gravità. L'equipaggio era formato da tre persone, un pilota, un osservatore e un mitragliere. Il pilota e l'osservatore sedevano in una cabina di pilotaggio ad abitacolo aperto posta davanti all'ala, spostato a sinistra, mentre il mitragliere in un altro abitacolo posto dietro l'ala, a 80 cm da quello di pilotaggio. L'armamento era composto da una mitragliatrice da 7,7 mm fissa montata davanti al posto di pilotaggio e sparante in avanti, e da due mitragliatrici brandeggiabili da 7,7 mm azionate dal mitragliere.
La propulsione era affidata ad un motore a V Rolls-Royce Eagle XII, a 12 cilindri in linea raffreddato a liquido, erogante la potenza di 360 CV azionante un'elica a passo fisso quadripala. Il propulsore era installato in posizione trattiva in una gondola posizionata a metà dell'ala superiore. Il raffreddamento era garantito da due radiatori Lamblin fissati all'ala superiore.

## Impiego operativo
Il prototipo effettuò il primo volo il 15 dicembre 1923 dalla base aerea navale di Schellingwoude vicino ad Amsterdam. Il B.II fu poi ampiamente testato dal Marine Luchtvaartdienst (MLD), ma i collaudi non risultarono soddisfacenti. Nonostante fosse stata prevista una preserie di sei esemplari l'aereo non soddisfaceva i requisiti della MLD (nonostante i marchi di identificazione dell'aviazione della marina già applicati su di esso) e non fu mai ordinata la produzione in serie. L'azienda tentò senza successo di vendere il modello B.II ad altri clienti esteri, senza successo, e il prototipo fu presto demolito.

### Fonti
1. 1 2 3 4 5 6 7  Serryer 1923, p. 5.
2. 1 2 3 4 5 6 7  Уголок неба.
3. 1 2 3 4 5 6 7 8 9 10 11  Serryer 1923, p. 4.